# 19 mars
19 mars är den 78:e dagen på året i den gregorianska kalendern (79:e under skottår). Det återstår 287 dagar av året.

## Återkommande bemärkelsedagar

### Festdagar
- Romerska riket: Inledning av Quinquatria till gudinnan Minervas ära

## Dagens namn

### I den svenska almanackan
- Nuvarande – Josef och Josefina
- Föregående i bokstavsordning
  - James – Namnet infördes på dagens datum 1986, men flyttades 1993 till 25 juli och utgick 2001.
  - Janet – Namnet infördes på dagens datum 1986, men utgick 1993.
  - Josef – Namnet har, till minne av jungfru Marias make och Jesus världslige fosterfar Josef, funnits på dagens datum sedan gammalt och har inte flyttats.
  - Josefina – Namnet infördes 1824 på 21 augusti, men flyttades 1993 till dagens datum och har funnits där sedan dess.
- Föregående i kronologisk ordning
  - Före 1901 – Josef
  - 1901–1985 – Josef
  - 1986–1992 – Josef, James och Janet
  - 1993–2000 – Josef och Josefina
  - Från 2001 – Josef och Josefina
- Källor
  - Brylla, Eva (red.): Namnlängdsboken, Norstedts ordbok, Stockholm, 2000. ISBN 91-7227-204-X
  - af Klintberg, Bengt: Namnen i almanackan, Norstedts ordbok, Stockholm, 2001. ISBN 91-7227-292-9

### Finlandssvenska almanackan
- Nuvarande från 2020[1] – Josefin, Josefina, Josef
- I föregående revideringar[a][2]
  - 1929–1949 – Josef, Josefina
  - 1950–1972 – Josef
  - 1973–2014 – Josef, Josefina
  - 2015–2019 – Josef, Josefina, Josefin

## Händelser
- 721 f.Kr. – En solförmörkelse inträffar och observeras av babylonierna. Detta blir den första solförmörkelsen i världshistorien, som nedtecknas skriftligt.
- 1227 – Sedan Honorius III har avlidit dagen före väljs Ugolino di Conti till påve och tar namnet Gregorius IX.[3]
- 1279 – Khubilai khans mongoliska flotta besegrar den kinesiska, som leds av Zhang Shijie, i slaget vid Yamen. I och med segern gör Kublai Khan slut på Songdynastins välde och han utropas själv till kejsare av Kina. Han blir den förste kejsaren av Yuandynastin, som kommer att sitta på tronen till 1368.
- 1286 – När kung Alexander III av Skottland dör utan manliga arvingar kommer den skotska tronen att stå tom i ett halvår, innan hans treåriga dotterdotter Margareta i november väljs till regerande drottning av Skottland. Hon avlider dock redan 1290, endast sju år gammal, utan att ha satt sin fot på skotsk mark (hon är dotter till den norske kungen Erik Prästhatare och befinner sig i Norge under sin tid som skotsk drottning), vilket leder till inbördesstrider om den skotska tronen.
- 1703 – En svensk styrka på 1 000 man besegrar en rysk på 5 000 i slaget vid Saladen under stora nordiska kriget. Slaget får ingen större strategisk betydelse och svenskarna tvingas snart retirera till Riga, men tack vare att svenskarna besegrar en så stor rysk övermakt utnämner kung Karl XII den svenske befälhavaren Adam Ludwig Lewenhaupt till generalmajor.
- 1859 – Charles Gounods opera Faust, som har libretto av Jules Barbier och Michel Carré och bygger på den tyske diktaren och poeten Johann Wolfgang von Goethes drama med samma namn, har urpremiär på Théâtre Lyrique i Paris. Föreställningen får ett något kyligt mottagande, då den helt saknar balett. När den tio år senare sätts upp på Grand Opéra i en omarbetad version, som innehåller balett i sista akten och har den svenska operasångaren Kristina Nilsson i den kvinnliga huvudrollen, blir den dock succé.
- 1922 – Den första upplagan av Vasaloppet avgörs, sedan redaktören Anders Pers i Vestmanlands Läns Tidning den 10 februari har föreslagit att ett skidlopp ska hållas mellan Sälen och Mora, som ett minne av Gustav Vasas flykt mot Norge 1521. Den 5 mars har sportklubben IFK Mora beslutat sig för att genomföra tävlingen och av 139 anmälda kommer 119 personer till starten, av vilka 117 fullföljer loppet. Segrare blir 22-årige Ernst Alm med tiden 7 timmar, 32 minuter och 49 sekunder och den första kranskullan är Therese Eliasson från Mora.
- 1931
  - Den amerikanska delstaten Nevada legaliserar hasardspel. Därmed öppnas inom några få år de första kasinona i staden Las Vegas, som idag är världens största spelstad.
  - Det amerikanska läkemedlet Alka-Seltzer börjar säljas. Det existerar än idag (2025) och marknadsförs sedan starten som ett universalmedel mot det mesta i form av värk och småkrämpor.
- 1932 – Bron Sydney Harbour Bridge i australiska Sydney invigs och öppnas. Just som delstaten New South Wales premiärminister Jack Lang ska klippa av öppningsbandet knuffas han åt sidan av en uniformsklädd man på häst, som hugger av bandet med sitt svärd och förklarar bron öppnad i New South Wales befolknings namn. Han blir omgående arresterad, bandet knyts ihop och Lang kan sedan officiellt klippa av bandet och inviga bron. Idag är den, tillsammans med operahuset i Sydney, Australiens mest kända byggnad.
- 1944 – Tyska trupper ockuperar Ungern genom Operation Margarethe. Ungern är visserligen allierat med Tyskland, men då Hitler har fått veta, att Ungern har börjat förhandla om vapenstillestånd med de allierade känner han sig förrådd av Ungern och låter invadera landet, för att förhindra att de allierade får stöd av ungrarna.
- 1945
  - Hitler beordrar att alla industrier, militärinstallationer, verkstäder, utrustning för transport och kommunikation i Tyskland ska förstöras, dels för att de inte ska falla i de allierades händer, dels för att han inte anser tyskarna värdiga att ha kvar dem, eftersom de är på väg att misslyckas med försvaret av Tyskland. Ordern verkställs dock inte och knappt en och en halv månad senare är andra världskriget slut i Europa.
  - Det amerikanska hangarfartyget USS Franklin (CV-13) skadas allvarligt av japanskt bombflyg utanför Japans kust, varvid 800 amerikanska sjömän omkommer.
- 1950 – Stockholmsappellen lanseras av den internationella fredsorganisationen Världsfredsrådet, vilken uppmanar till nedrustning och ett totalförbud mot kärnvapen.
- 1968 – Den norske kronprinsen Harald (V) eklaterar sin förlovning med fröken Sonja Haraldsen. Bröllopet äger rum den 29 augusti samma år och 1971 föds parets första barn, prinsessan Märtha Louise.
- 2004
  - 24 personer dödas och 13 skadas (varav 9 allvarligt), när en buss kolliderar med en långtradare utanför Konginkangas i den finländska kommunen Äänekoski. De flesta av de döda är tonåringar på väg på skidresa till södra Lappland.
  - Det svenska DC-3-flygplan, som sköts ner av sovjetiskt flyg på Östersjön i juni 1952, blir bärgat, sedan man har återfunnit det utanför Fårö sommaren före. Barn och släktingar till de omkomna besättningsmännen närvarar vid bärgningen och på årsdagen av nedskjutningen (13 juni) hålls samma år en minnesceremoni vid örlogsskolorna på Berga.

## Födda
- 1488 – Johannes Magnus, svensk kyrkoman, ärkebiskop i Uppsala stift 1523–1526 (den siste katoliken på posten) och därefter katolsk titulärärkebiskop av Uppsala i Rom till sin död
- 1672 – Johan Moraeus, svensk bergsläkare, ledamot av Kungliga Vetenskapsakademien från 1739
- 1734 – Thomas McKean, amerikansk politiker
- 1782 – Wilhelm von Biela, österrikisk baron, major och astronom
- 1801 – Salvadore Cammarano, italiensk librettist och teaterförfattare
- 1809 – Nikolaj Gogol, rysk författare
- 1813 – David Livingstone, brittisk missionär och upptäcktsresande
- 1825 – Carl Wilhelm Linder, svensk klassisk filolog, präst och domprost i Västerås
- 1838 – Josef Julius Wecksell, finlandssvensk poet och dramatiker
- 1848 – Wyatt Earp, amerikansk sheriff
- 1849 – Alfred von Tirpitz, tysk sjömilitär och politiker, överbefälhavare för tyska flottan 1911–1914
- 1863 – Alfred Hellerström, svensk arkitekt
- 1866 – Emilio De Bono, italiensk militär och politiker
- 1871
  - John Henry Taylor, brittisk golfspelare
  - Marie Vetsera, österrikisk friherrinna, älskarinna till kronprins Rudolf av Österrike
- 1873
  - Betty Nansen, dansk skådespelare och teaterledare
  - Max Reger, tysk kompositör, tonsättare och organist
- 1877 – Ivar Nilsson, svensk skådespelare
- 1879 – Hugh Grosvenor, brittisk militär
- 1883 – Norman Haworth, brittisk kemist, mottagare av Nobelpriset i kemi 1937
- 1899
  - Aksel Sandemose, dansk-norsk författare
  - Ingvar Andersson, svensk historiker, riksarkivarie 1950–1965, ledamot av Svenska Akademien 1950–1974
- 1900 – Frédéric Joliot-Curie, fransk fysiker, mottagare av Nobelpriset i kemi 1935
- 1905 – Albert Speer, tysk nazistisk politiker och arkitekt
- 1906 – Adolf Eichmann, tysk SS-officer
- 1907 – Sven Selånger, svensk backhoppare, bragdmedaljör
- 1910 – Gunnar Inghe,  svensk sexolog och professor i socialmedicin samt en av grundarna av Riksförbundet för sexuell upplysning (RFSU)
- 1911 – Allan Hernelius, svensk tidningsman och moderat politiker, talman, chefredaktör för Svenska Dagbladet 1955–1969
- 1913 – Karl Erik Flens, svensk skådespelare
- 1917 – Dinu Lipatti, rumänsk pianist
- 1922 – Tommy Cooper, brittisk komiker och magiker
- 1923 – Marianne Karlbeck, svensk skådespelare
- 1924 – Daniel Fransson, svensk författare och folklivsforskare
- 1925 – Anders Jonason, svensk författare och översättare
- 1928
  - Hans Küng, schweizisk romersk-katolsk teolog
  - Patrick McGoohan, amerikansk-brittisk skådespelare
- 1933 – Philip Roth, amerikansk författare
- 1935 – Janne Stefansson, svensk längdskidåkare, OS-guld i stafett 1964, VM-silver 1962, sjufaldig vinnare av Vasaloppet
- 1936 – Ursula Andress, schweizisk skådespelare
- 1937 – Egon Krenz, östtysk kommunistisk politiker, ordförande för Östtysklands kommunistiska parti och Östtysklands statschef 18 oktober–3 december 1989
- 1939 – Sune Eriksson, åländsk liberal politiker, Ålands lantråd 1988–1991
- 1940 – Barbara Franklin, amerikansk politiker, USA:s handelsminister 1992–1993
- 1943 – Mario Molina, amerikansk kemist, mottagare av Nobelpriset i kemi 1995
- 1944 – Sirhan Sirhan, jordansk-amerikansk brottsling som mördade Robert F. Kennedy
- 1947 – Glenn Close, amerikansk skådespelare
- 1952
  - Robert Aschberg, svensk journalist, tv-producent och tv-programledare
  - Károly Hauszler, ungersk vattenpolospelare
- 1955 – Bruce Willis, amerikansk skådespelare
- 1957
  - Karen Robson, australisk skådespelare och filmproducent
  - Bjarni Djurholm, färöisk lärare och politiker, Färöarnas näringsminister 2000–2008 och vice statsminister 2004–2008
- 1962 – Johan Gry, svensk skådespelare
- 1964
  - Nicola Larini, italiensk racerförare
  - Jake Weber, brittisk skådespelare
- 1966
  - Tina Acketoft, svensk folkpartistisk politiker
  - Lars Aronsson, svensk programmerare, grundare av Projekt Runeberg och Susning.nu
- 1968 – Osmond Karim, svensk regissör, fotograf och tv-programledare
- 1973 – Magnus Hedman, svensk fotbollsmålvakt och tv-kommentator, VM-brons 1994, kopia av Svenska Dagbladets guldmedalj
- 1976 – Alessandro Nesta, italiensk fotbollsspelare
- 1978 – Gabriel Heinze, argentinsk fotbollsspelare
- 1980 – Johan Olsson, svensk längdskidåkare, bragdmedaljör 2010 och 2013
- 1981 – Kolo Touré, ivoriansk fotbollsspelare
- 1982 – Eduardo Saverin, brasiliansk-amerikansk entreprenör, en av grundarna av den sociala nätverkstjänsten Facebook
- 1985 – Caroline Seger, svensk fotbollsspelare, OS-silver 2016 och 2020, VM-brons 2011 och 2019
- 1991 – Katarzyna Kiedrzynek, polsk fotbollsmålvakt

## Avlidna
- 1238 – Henrik I "den skäggige", omkring 72, storhertig av Polen sedan 1232 och hertig av Schlesien
- 1286 – Alexander III, 44, kung av Skottland sedan 1249
- 1314 – Jacques de Molay, omkring 70, fransk tempelriddare, tempelherreordens stormästare sedan 1292 (avrättad)
- 1406 – Ibn Khaldun, 73, arabisk historiker och statsman
- 1687 – René Robert Cavelier de La Salle, 43, fransk upptäcktsresande (dödad)
- 1721
  - Clemens XI, 71, påve sedan 1700
  - Ludvig Fahlström, 66, svensk friherre, generalmajor, ämbetsman och landshövding i Västmanlands län
- 1829 – John Tayler, 86, amerikansk demokratisk-republikansk politiker, viceguvernör i staten New York 1811, 1813–1817 och 1817–1822
- 1859 – Oliver H. Smith, 64, amerikansk politiker, senator för Indiana 1837–1843
- 1884 – Elias Lönnrot, 81, finlandssvensk folkdikts- och språkforskare
- 1888 – John Pendleton King, 88, amerikansk demokratisk politiker, senator för Georgia 1833–1837
- 1890 – John S. Hager, 72, amerikansk demokratisk politiker, senator för Kalifornien 1873–1875
- 1896 – Fredrik Afzelius, 83, svensk filosofisk skriftställare
- 1906 – John Milton Thayer, 86, amerikansk republikansk politiker och general, senator för Nebraska 1867–1871, guvernör i samma delstat 1887–1891 och 1891–1892 samt i Wyomingterritoriet 1875–1878
- 1925 – Charles A. Culberson, 69, amerikansk demokratisk politiker, guvernör i Texas 1895–1899, senator för samma delstat 1899–1923
- 1930 – Arthur Balfour, 81, brittisk konservativ politiker, Storbritanniens premiärminister 1902–1906, sjöminister 1915–1916 och utrikesminister 1916–1919
- 1943 – Frank Nitti, 55, amerikansk gangster
- 1944 – Édouard de Castelnau, 92, fransk militär
- 1945 – Marcel Callo, 23, fransk nazistmotståndare, saligförklarad
- 1950
  - Edgar Rice Burroughs, 74, amerikansk författare, skapare av romanfiguren Tarzan
  - Norman Haworth, 67, brittisk kemist, mottagare av Nobelpriset i kemi 1937
- 1962 – Vasilij Stalin, 40, sovjetisk pilot, son till Josef Stalin
- 1968 – Aagot Didriksen, 93, norsk skådespelare
- 1972 – Ruben Josefson, 64, svensk kyrkoman och teolog, biskop i Härnösands stift 1958–1967, ärkebiskop i Uppsala stift sedan 1967
- 1978
  - M. Ananthasayanam Ayyangar, 87, indisk politiker, talman i parlamentskammaren Lok Sabha 1956–1962
  - Gaston Maurice Julia, 85, fransk matematiker
  - Winifred Westover, 78, amerikansk skådespelare
- 1980 – Thore Christiansen, 68, svensk sångare (baryton)
- 1982 – Randy Rhoads, 25, amerikansk gitarrist (flygolycka)
- 1984 – Bo Ljungberg, 72, svensk friidrottare
- 1987 – Louis de Broglie, 94, fransk fysiker, mottagare av Nobelpriset i fysik 1929
- 1990 – Andrew Wood, 24, amerikansk musiker
- 1997 – Willem de Kooning, 92, nederländsk-amerikansk målare
- 1998
  - E.M.S. Nambodiripad, 88, indisk kommunistisk politiker
  - Holger Mossberg, 84, svensk fabriksarbetare och socialdemokratisk politiker
- 2002 – Marco Biagi, 51, italiensk professor
- 2008
  - Arthur C. Clarke, 90, brittisk-lankesisk författare
  - Hugo Claus, 78, belgisk författare, diktare, målare och filmskapare
  - Raghuvaran, 59, indisk skådespelare
  - Paul Scofield, 86, brittisk skådespelare
- 2011 – Åke Johansson, 73, svensk jazzpianist
- 2012
  - Hanne Borchsenius, 76, dansk skådespelare
  - Knut Erik Tranøy, 93, norsk filosof
- 2013
  - Harry Reems, 65, amerikansk porrskådespelare
  - David Parland, 42, svensk black metal-gitarrist i gruppen Dark Funeral med artistnamnet Blackmoon
  - Holger Juul Hansen, 88, dansk skådespelare
- 2014
  - Fred Phelps, 84, amerikansk baptistpastor
  - Robert Schwarz Strauss, 95, amerikansk diplomat och politiker
- 2015
  - Gerda van der Kade-Koudijs, 91, nederländsk friidrottare
  - Eino Uusitalo, 90, finländsk centerpartistisk politiker, inrikesminister 1971 och 1976–1982
- 2024 – M. Emmet Walsh, 88, amerikansk skådespelare